# КАМАЗ 6350
КамАЗ-6350 — російський автомобіль військового призначення з колісною формулою 8х8 виробництва Камського автомобільного заводу. Відноситься до сімейства «Мустанг», до якого також входять КАМАЗ 4350 4х4 та КАМАЗ 5350 6х6.
Автомобіль комплектується ГУР, лебідкою, дизелем КАМАЗ-740.50-360 потужністю 360 к.с., 10-ст. МКПП, покращене шасі, вантажопідйомністю 10 т. Виготовляється з 2003 року.
В 2004 році представлена подовжена версія КамАЗ-63501 вантажопідйомністю 14 т і МКПП — 16-ст. КПП ZF 16S 1820.

## Машини на основі
- В 2006 році представлений артилерійський тягач на основі КамАЗ-63501 вантажопідйомністю 5 т і пасажирським відсіком на 6 чоловік.
- 9А52-4 «Кама»
- 1РЛ257 «Красуха-4» — система радіоелектронної боротьби, постановки активних перешкод, призначена для протидії бортовим радарам ударної, розвідувальної і безпілотної авіації.
- T-122 Sakarya та T-300 Kasirga — турецькі реактивні системи залпового вогню виробництва Roketsan. Можливе встановлення бойової частини на шасі КамАЗ-63502. Стоять на озброєнні ЗС Азербайджану[1][2].
- 1Л222 «Автобаза-М» — комплекс пасивної радіо розвідки. Забезпечує розвідку імпульсних та неперервних сигналів РЛС повітряного та морського базування, сигналів систем розпізнавання свій-чужий (IFF) і TAC AN, визначення параметрів сигналів і типів РЛС, траекторний супровід повітряних і морських об'єктів за випромінюванням їхніх радіоелектронних засобів і передачу розвідувальної інформації на вищі автоматизовані командні пункти і пункти управління протиповітряної оборони. Комплекс пасивної локації застосовують в системах попередження повітряної загрози, системах ППО і радіоелектронної боротьби.
- УМЗ-К — машина дистанційного мінування на шасі КАМАЗ-63501. Машина призначена для прискореного мінування місцевості протитанковими, протипіхотними, протидесантними мінами касетного спорядження типу КСФ, КПОМ, КПДМ, КПТМ[3].
- Nora B-52 — самохідна артилерійська установка калібру 155-мм виробництва сербського підприємства Yugoimport
- П-260Т «Редут-2УС» — російський багатоцільовий мобільний комплекс зв’язку з антенним модулем Р-431АМ МИК-МКС.[4]

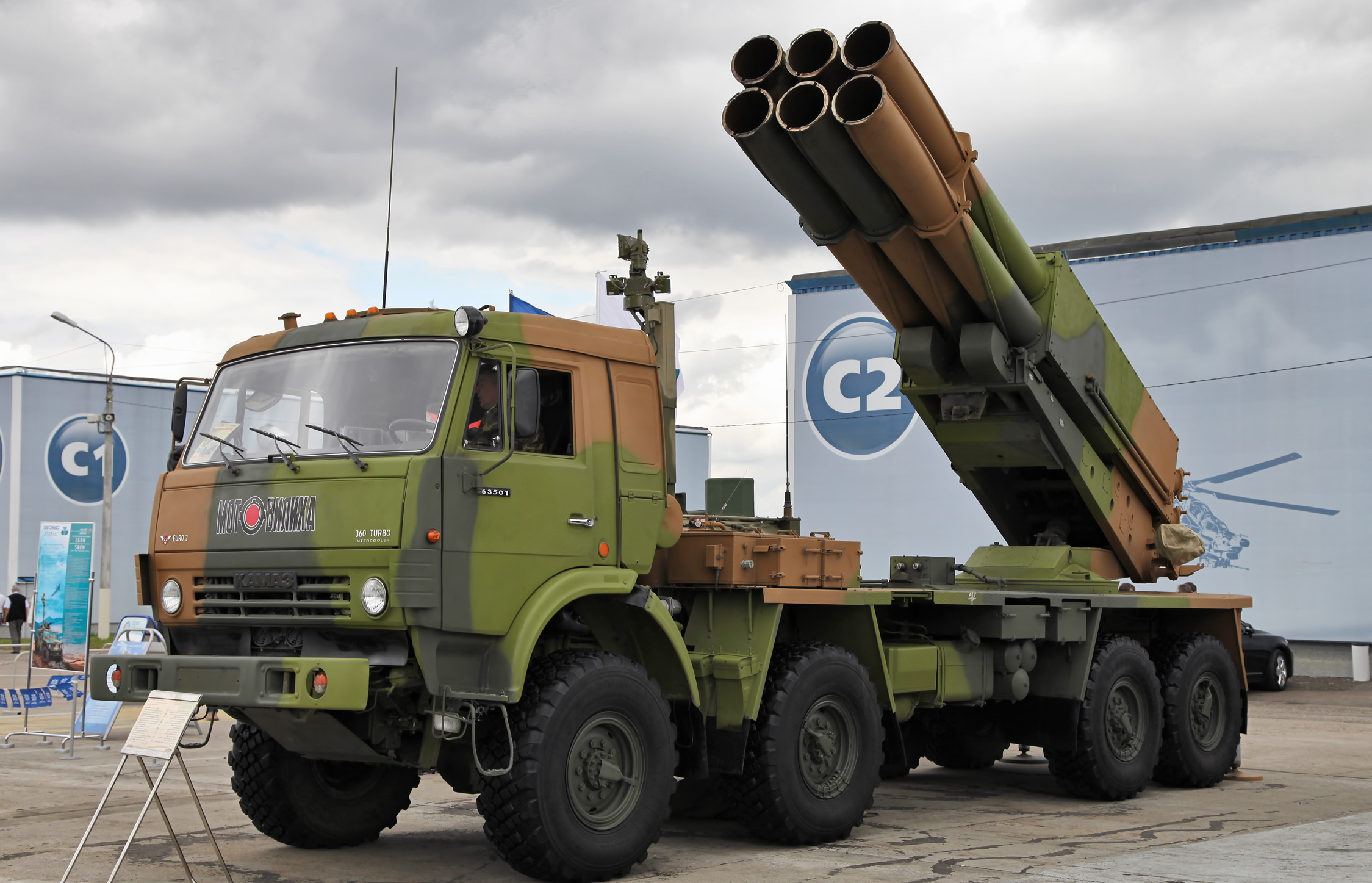
9А52-4 «Кама» на шасі КамАЗ-63501
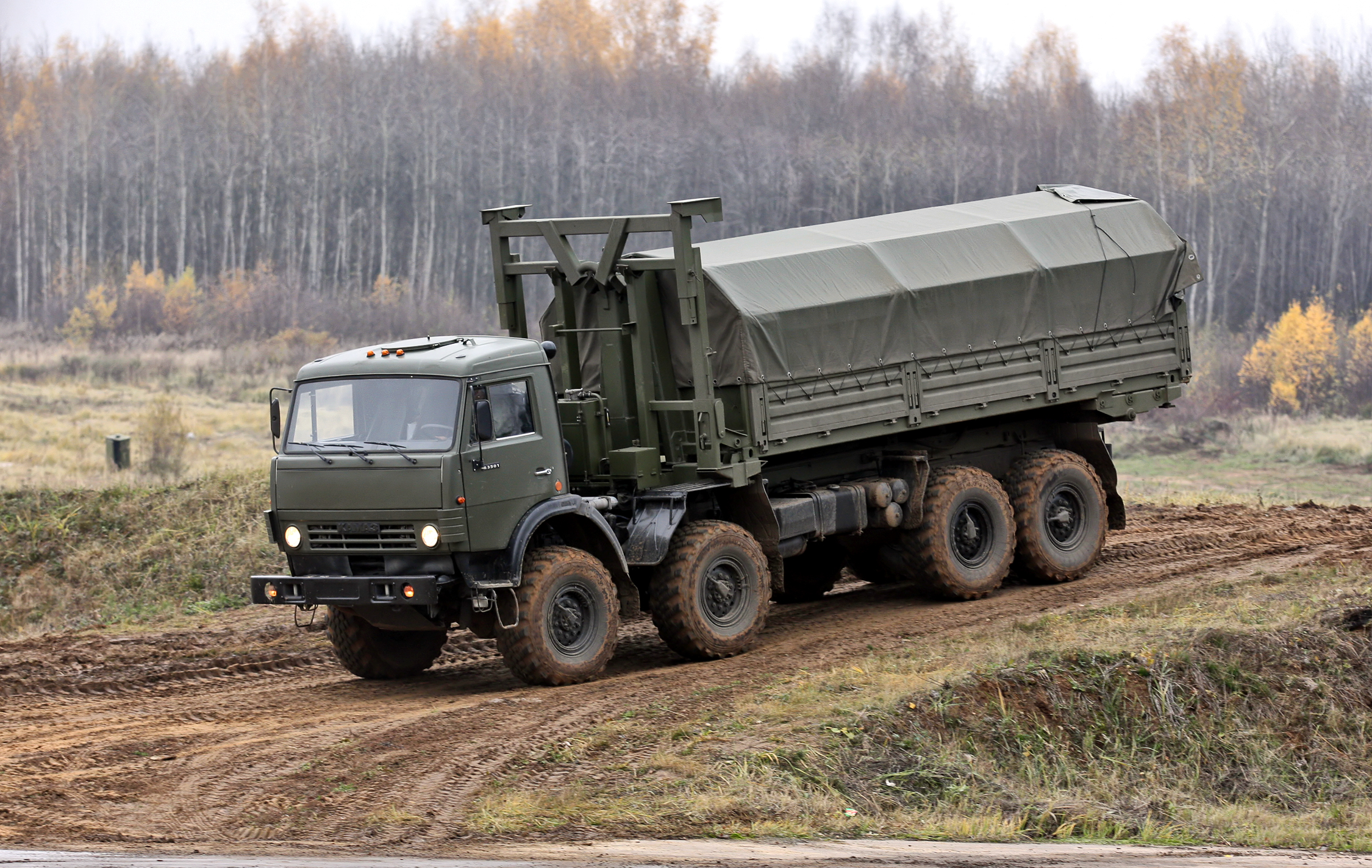
КамАЗ-63501 «Мустанг»
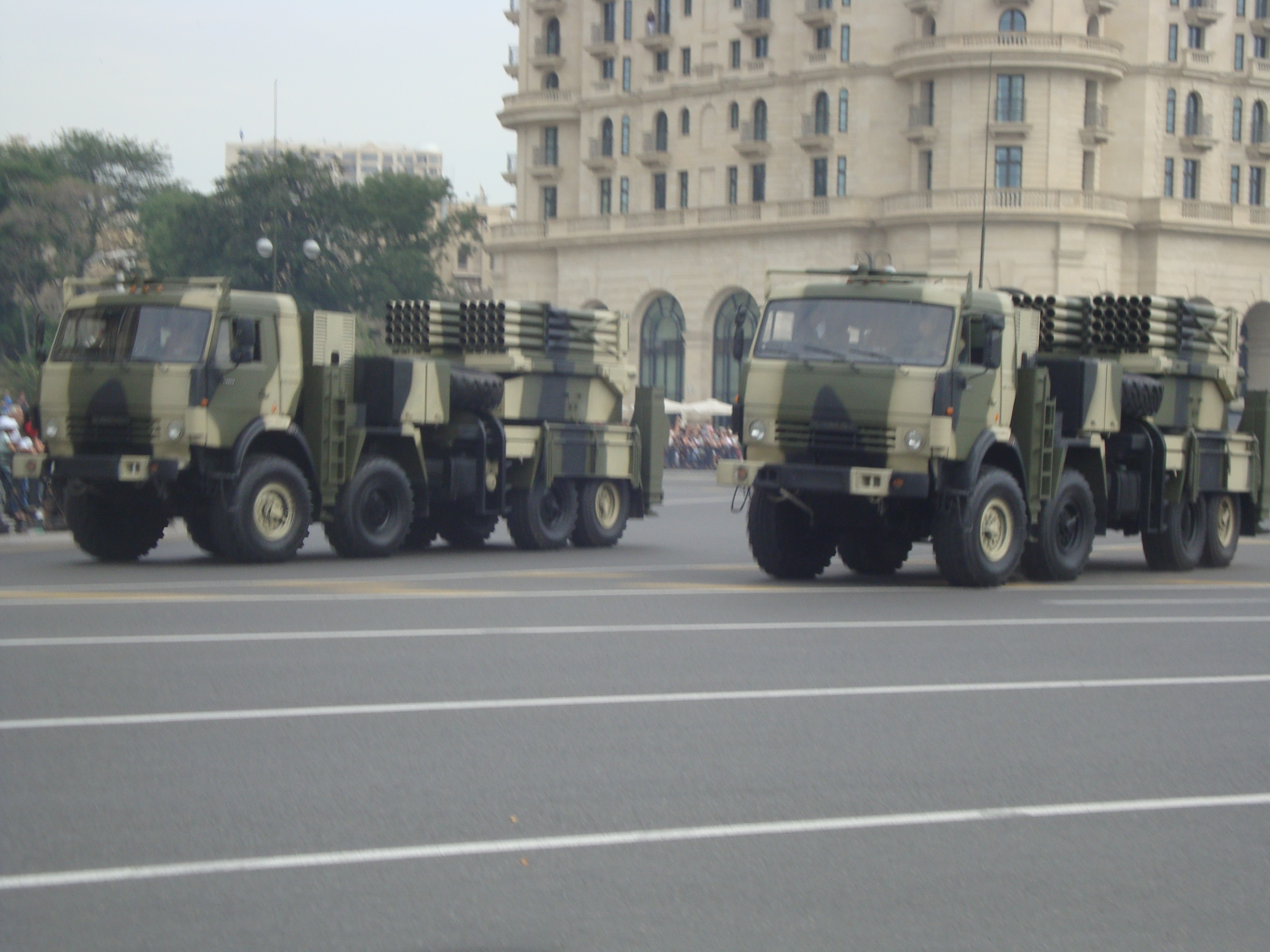
Азербайджанські Lynx Grad (T-122 Sakarya) на параді в Баку, 2013
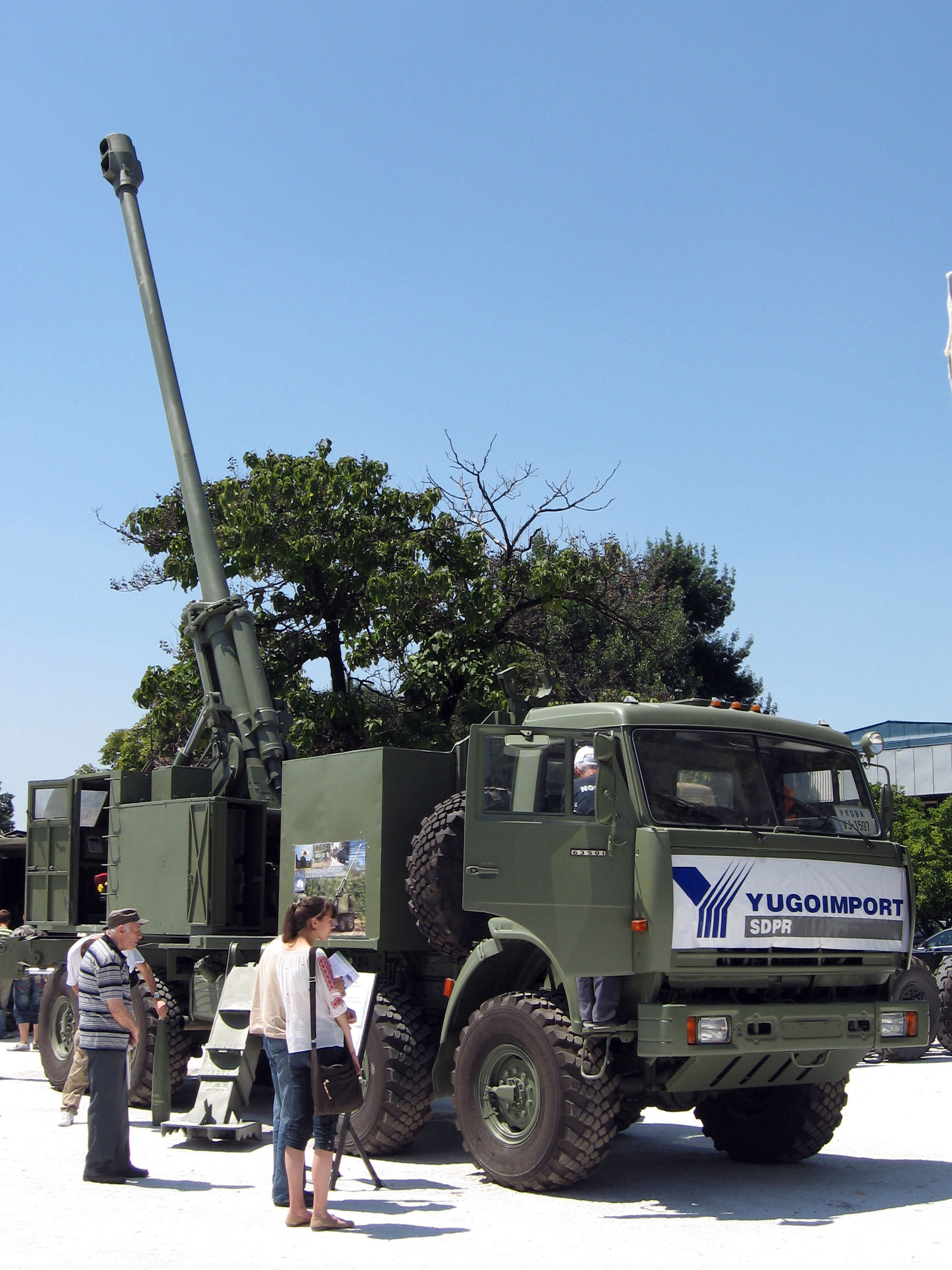
САУ калібру 155-мм Nora B-52

## Бойове застосування

### Громадянська війна в Сирії
28 жовтня 2015 року в мережі з'явились фотографії російської військової колони в місті Шильфатія, провінція Латакія. До складу колони входили три радіостанції Р-166-0,5 на шасі БТР-80, інші машини, та артилерійський буксир на шасі КамАЗ-63501 з причепленою гаубицею 2А65 «Мста-Б». Такі саме трисекційні вантажівки та артилерійські позиції були раніше виявлені навколо авіабази «Хмеймім».
В Сирії були присутні інші машини на шасі КамАЗ-6350. Щонайменше одна система РЕБ Красуха-4 була помічена поблизу російської авіабази «Хмеймім» в аеропорту Басіля аль-Ассада. Крім того, захист бази забезпечували зенітно-ракетні комплекси «Панцир-С1», «Тор-М2» і «Бук-М2».